# 尼泊尔青年联合会
尼泊尔青年联合会（羅馬化：Yuwa Sangh Nepal）是尼泊尔的一个青年组织，为尼泊尔共产党（联合社会主义者）的青年翼，该组织成立于2021年8月18日，总部位于加德满都。该组织在全国各地区均设有工作委员会。该组织的现任主席是纳雷什·库马尔·沙希。该组织有51784名成员。该组织是世界民主青年联盟的成员。